# Ла-Плата (Меріленд)
Ла-Плата (англ. La Plata) — місто (англ. town) в США, в окрузі Чарлз штату Меріленд. Населення — 10 159 осіб (2020).

## Географія
Ла-Плата розташована за координатами 38°32′36″ пн. ш. 76°58′12″ зх. д. / 38.54333° пн. ш. 76.97000° зх. д. (38.543362, -76.969880).  За даними Бюро перепису населення США в 2010 році місто мало площу 19,28 км², з яких 19,15 км² — суходіл та 0,13 км² — водойми.

## Демографія
Згідно з переписом 2010 року, у місті мешкали 8753 особи в 3062 домогосподарствах у складі 2091 родини. Густота населення становила 454 особи/км².  Було 3234 помешкання (168/км²).
Расовий склад населення:
| - 66,3 % — білих - 26,7 % — чорних або афроамериканців - 2,7 % — азіатів - 0,5 % — корінних американців - 0,1 % — вихідців з тихоокеанських островів |

До двох чи більше рас належало 3,0 %. Частка іспаномовних становила 3,2 % від усіх жителів.
За віковим діапазоном населення розподілялося таким чином: 24,4 % — особи молодші 18 років, 62,2 % — особи у віці 18—64 років, 13,4 % — особи у віці 65 років та старші. Медіана віку мешканця становила 38,4 року. На 100 осіб жіночої статі у місті припадало 93,5 чоловіків;  на 100 жінок у віці від 18 років та старших — 87,9 чоловіків також старших 18 років.
Середній дохід на одне домашнє господарство  становив 108 067 доларів США (медіана — 95 729), а середній дохід на одну сім'ю — 127 228 доларів (медіана — 114 641). Медіана доходів становила 82 694 долари для чоловіків та 57 950 доларів для жінок. За межею бідності перебувало 11,4 % осіб, у тому числі 18,2 % дітей у віці до 18 років та 16,6 % осіб у віці 65 років та старших.
Цивільне працевлаштоване населення становило 3841 осіб. Основні галузі зайнятості: освіта, охорона здоров'я та соціальна допомога — 30,5 %, публічна адміністрація — 18,3 %, науковці, спеціалісти, менеджери — 11,7 %, роздрібна торгівля — 10,0 %.